# ميلان جيرميتش
ميلان جيرميتش (بالصربية: Милан Јеремић)‏ هو لاعب كرة قدم صربي في مركز الوسط، ولد في 22 سبتمبر 1988 في بلغراد في صربيا. لعب مع النجم الأحمر بلغراد ونادي بنفيكا.

## وصلات خارجية
- ميلان جيرميتش على موقع قاعدة بيانات كرة القدم.إي يو (الإنجليزية)
- ميلان جيرميتش على موقع Soccerway.com (الإنجليزية)